# Чехов, Александр Павлович
Алекса́ндр Па́влович Че́хов (10 (22) августа 1855, ст. Большая Крепкая под Таганрогом — 17 (30) мая 1913, Санкт-Петербург) — русский прозаик, публицист, мемуарист. Старший брат Антона Павловича Чехова и Михаила Павловича Чехова, отец актёра и режиссёра Михаила Александровича Чехова.

## Биография
Родился 10 (22) августа 1855 года в мещанско-купеческой семье. Отец — Павел Егорович Чехов (1825—1898), мать — Евгения Яковлевна Чехова, урожд. Морозова (1835—1919).
Учился в Таганрогской мужской гимназии, которую в 1875 году окончил с серебряной медалью.
Высшее образование получил на естественном отделении физико-математического факультета Московского университета, знал шесть языков. В студенческие годы публиковался в юмористических журналах «Зритель», «Москва», «Будильник», чем во многом способствовал к приобщению к миру столичной журналистики юного Антона Чехова.
C 1881 года жил в гражданском браке с Анной Ивановной Хрущевой-Сокольниковой (1847—1888). Двое его сыновей Николай и Антон считались «незаконными». Она же в 1883 году родила Александру Павловичу дочь Марию, которую он ласково называл Мося, но умерла спустя пару лет.
После окончания университета в 1882 году служил поочерёдно в таганрогской (1882—1886), петербургской (1885) и новороссийской (1885—1886) таможнях. В Таганроге был уволен за нашумевшую повесть о злоупотреблениях в местной таможне, которую он опубликовал в одесской газете.
В 1886 году по протекции брата Антона устроился работать в газету «Новое время». Писал под псевдонимами Агафопод, Агафопод Единицин, Алоэ, позднее — А. Седой.
В 1888 году Александр Павлович овдовел, а в следующем году обвенчался с гувернанткой своих детей Натальей Александровной Гольден (1855—1918), от которой родился сын Михаил (1891—1955), впоследствии знаменитый артист.
В 1892—1894 гг. работал главным редактором журнала «Слепец».
Умер 17 (30) мая 1913 года в Санкт-Петербурге от рака горла; похоронен на Литераторских мостках.

## Адреса в Санкт-Петербурге
- Невский пр., 132, кв. 15[2]

## Отдельно изданные книги

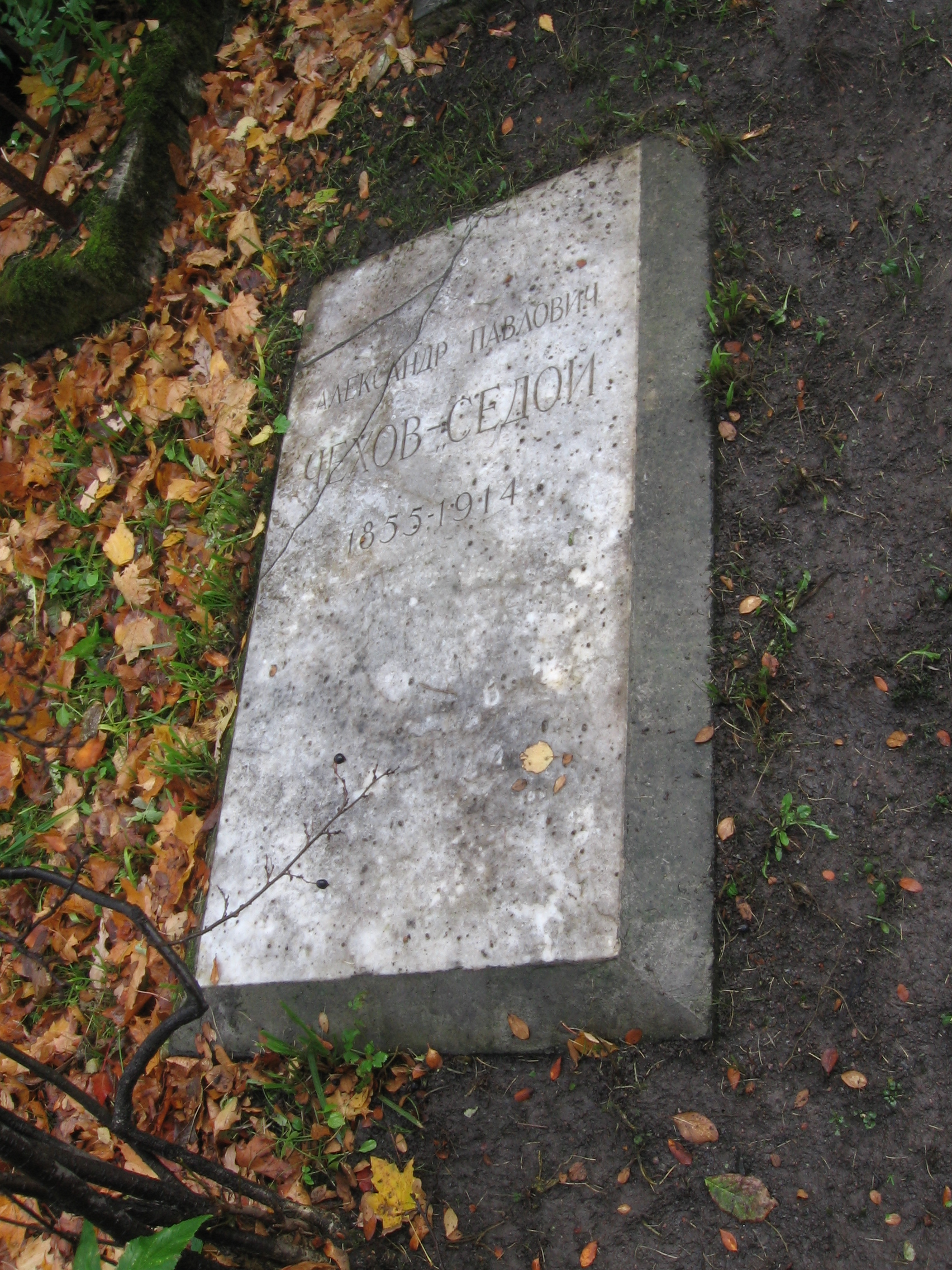
Надгробие Александра Чехова на Литераторских мостках

- А. П. Седой. В погоне за теплом и солнцем. — СПб., 1913;
- А. Седой (Чехов). Из детства А. П. Чехова. — СПб., 1912;
- А. Седой. В гостях у дедушки и бабушки. — СПб., 1912;
- А. Седой (Ал. Чехов). Хорошо жить на свете! Повесть. — СПб., 1904;
- А. Седой. Княжеские бриллианты [и др. рассказы]. — СПб., 1904;
- А. Седой. Святочные рассказы. — СПб., 1895;
- А. Седой. Птицы бездомные [и др. рассказы]. — СПб., 1895;
- Александр Чехов. Исторический очерк пожарного дела в России. — СПб., 1892.

## Статьи
- Чехов А. Исторический момент в области современной геологии // Исторический Вестник. — 1901. — Февраль (т. LXXXIII).